# Toro Rosso STR1
Scuderia Toro Rosso STR1 byl vůz, se kterým tým Scuderia Toro Rosso závodil v sezóně 2006 ve Formuli 1. Prvním jezdcem byl Vitantonio Liuzzi, který v sezóně 2005 odjel čtyři Velké ceny za sesterský tým Red Bull Racing. Druhým jezdcem byl debutant Scott Speed, který byl prvním americkým jezdcem od sezóny 1993, kdy v F1 závodil Michael Andretti. Vůz STR1 byl prvním vozem týmu z Faenzy, který od dob Minardi PS02 používal pneumatiky Michelin. STR1 byl také prvním vozem ve Formuli 1, který měl povinnou konfiguraci sedmistupňové převodovky. Zároveň byl také posledním vozem Formule 1, který používal konfiguraci motoru 3,0 l V10 (dříve používaný v letech 1995 až 2005), ale s omezovačem na 16 700 otáček za minutu.

## Historie
Rok 2006 znamenal nový začátek, protože Red Bull koupil tým Minardi, který závodil v F1 dvacet let, a přejmenoval jej pomocí italského překladu názvu své značky. Nový tým zdědil pouze technický tým Minardi a jeho továrnu ve Faenze, protože bývalý vlastník Paul Stoddart si ponechal další majetky Minardi v Ledbury. Dohoda, která umožnila týmu provozovat omezené motory V10 namísto V8, byla navzdory novému vlastnictví také zachována. 
To umožnilo Toru Rossu použít téměř identickou verzi předchozího Red Bullu RB1 se stejnými motory Cosworth, pouze s omezeným výkonem podle nařízení FIA a také bez jakékoli tovární podpory ze strany Cosworthu. Jak sdílení podvozku, tak použití motoru V10 zůstávaly kontroverzními tématy po celou sezónu, protože dohoda o motoru byla navržena tak, aby pomohla chudému týmu Minardi, nikoli mnohem bohatší společnosti Red Bull. To se však s postupem sezóny vytrácelo, protože obavy z potenciální výkonnostní výhody vozu se ukázaly jako neopodstatněné.
To bylo z velké části způsobeno rok starým šasi, nedostatečným vývojem motoru a malým testováním pneumatik, které tým odebíral. Nicméně, tým byl více konkurenceschopný než jeho soupeři Midland a Super Aguri. Liuzzi získal jediný bod týmu při závodě v Indianapolis.
Liuzzi byl obecně rychlejším z jezdců, i když Speed se s přibývajícími zkušenostmi zlepšoval. Navzdory tomu, že se oba kvůli svým malým zkušenostem zapletli do několika nehod a udělali několik chyb, sklidili oba jezdci za své výkony pochvalu od majitele části týmu Gerharda Bergera.
Tým nakonec skončil devátý v poháru konstruktérů s jedním bodem.

## Sponzoři a zbarvení
Ve srovnání s barvou svého mateřského týmu měl STR1 tmavší odstín modré se zlatou špičkou. Vůz měl na krytu motoru výraznou malbu zuřícího býka, kterou navrhl rakouský sochař Jos Pirkner a ručně nastříkal Knud Tiroch před každou Grand Prix.
Jediná loga sponzorů přítomná na šasi vozu STR1 byla od mateřské společnosti Red Bull a dodavatelů Michelin a Cosworth.

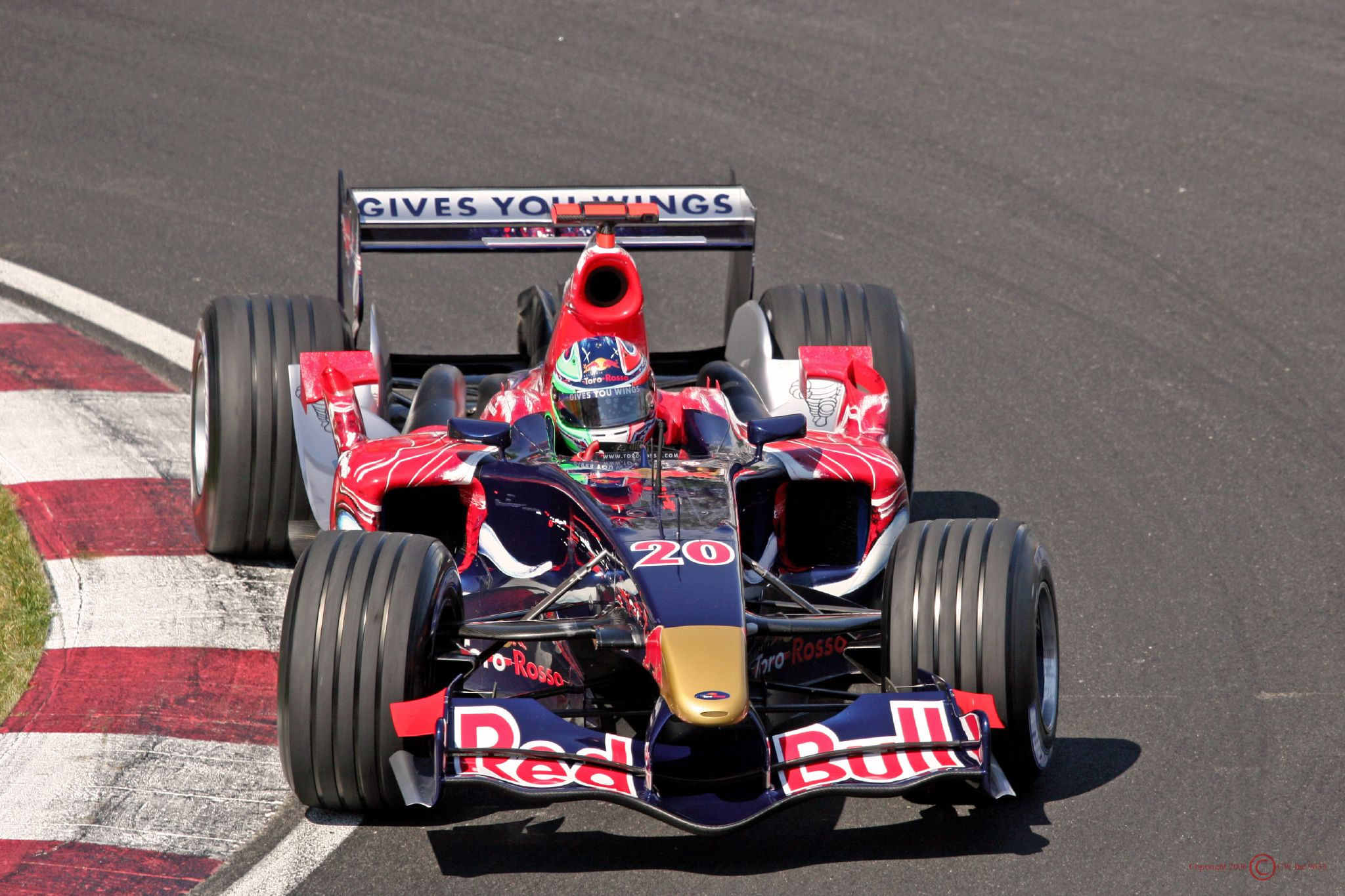
Vitantonio Liuzzi při Grand Prix Kanady 2006.
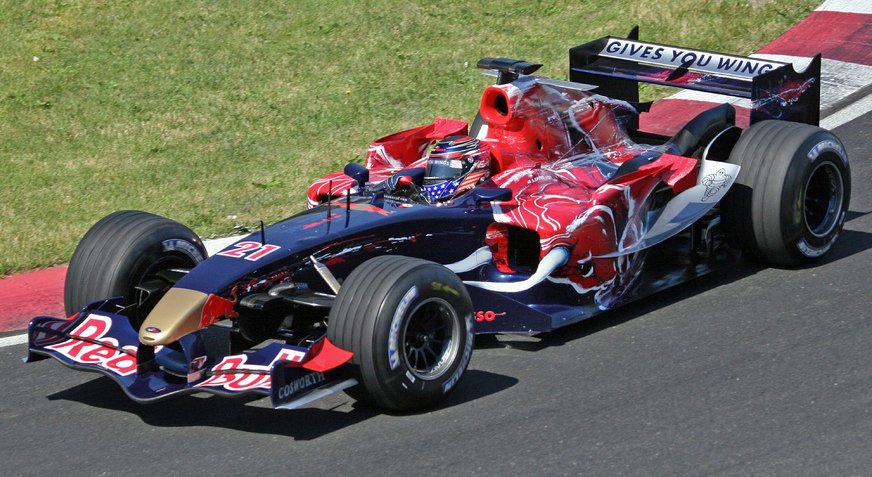
Scott Speed při Grand Prix Kanady 2006.
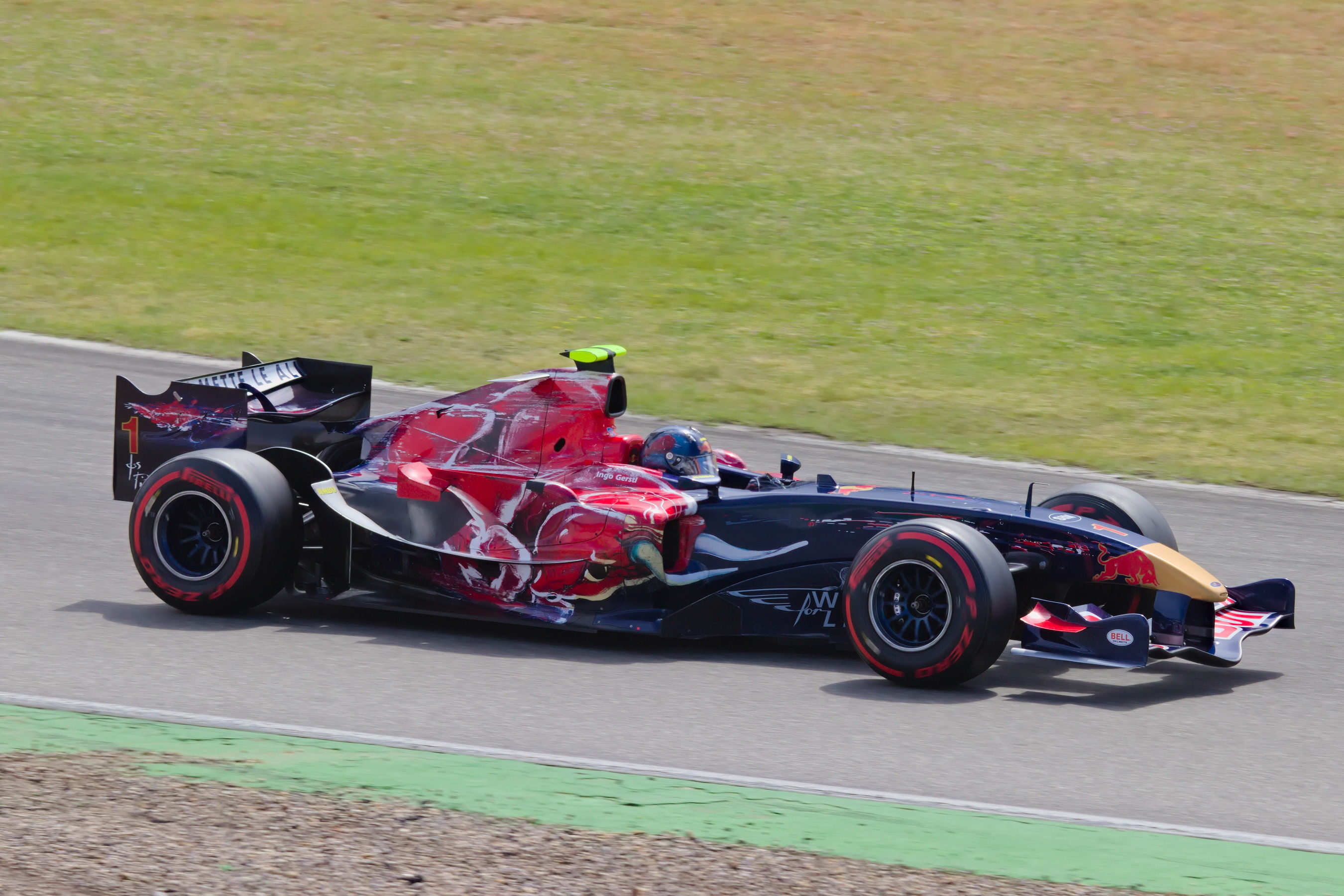
Ingo Gerstl při Hockenheim Historic.
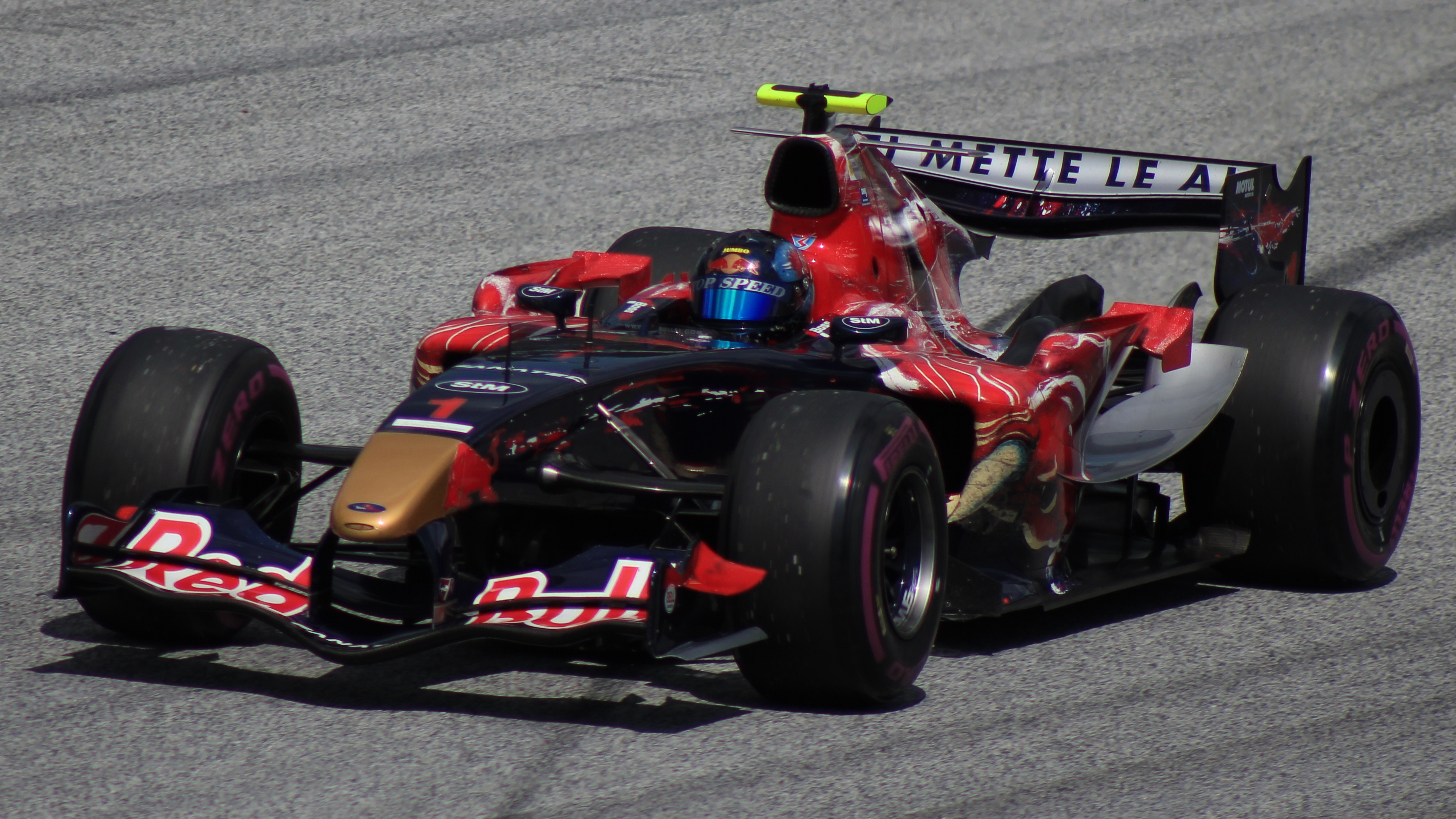
Ingo Gerstl na Red Bull Ringu.

## BOSS GP
Vůz STR1 se stále aktivně používá v sérii BOSS GP. Jeho jezdcem je Ingo Gerstl, který závodí za tým Top Speed a v letech 2016 až 2020 a 2022 vyhrál titul Open Class.

## Kompletní výsledky ve Formuli 1
| Legenda k tabulce | Legenda k tabulce                                                                       |
| Barva             | Výsledek                                                                                |
| ----------------- | --------------------------------------------------------------------------------------- |
| Zlatá             | Vítěz                                                                                   |
| Stříbrná          | 2. místo                                                                                |
| Bronzová          | 3. místo                                                                                |
| Zelená            | Bodované umístění                                                                       |
| Modrá             | Nebodované umístění                                                                     |
| Modrá             | Dokončil neklasifikován (NC)                                                            |
| Fialová           | Odstoupil (Ret)                                                                         |
| Červená           | Nekvalifikoval se (DNQ)                                                                 |
| Červená           | Nepředkvalifikoval se (DNPQ)                                                            |
| Černá             | Diskvalifikován (DSQ)                                                                   |
| Bílá              | Nestartoval (DNS)                                                                       |
| Bílá              | Závod zrušen (C)                                                                        |
| Světle modrá      | Pouze trénoval (PO)                                                                     |
| Světle modrá      | Páteční testovací jezdec (TD)                                                           |
| Bez barvy         | Netrénoval (DNP)                                                                        |
| Bez barvy         | Vyřazen (EX)                                                                            |
| Bez barvy         | Nepřijel (DNA)                                                                          |
| Bez barvy         | Odvolal účast (WD)                                                                      |
| Bez barvy         | Nezúčastnil se (prázdné)                                                                |
| Označení          | Význam                                                                                  |
| Tučnost           | Pole position                                                                           |
| Kurzíva           | Nejrychlejší kolo                                                                       |
| †                 | Jezdec nedojel do cíle, ale byl klasifikován, protože odjel více než 90 % délky závodu. |
| ‡                 | Byl udělován poloviční počet bodů, protože bylo odjeto méně než 75 % délky závodu.      |
| Horní index       | Umístění bodujících jezdců ve sprintu                                                   |

| Rok  | Tým                 | Motor        | Pneumatiky | Jezdci            | 1   | 2   | 3   | 4   | 5   | 6   | 7   | 8   | 9   | 10  | 11  | 12  | 13  | 14  | 15  | 16  | 17  | 18  | Body | Umístění |
| ---- | ------------------- | ------------ | ---------- | ----------------- | --- | --- | --- | --- | --- | --- | --- | --- | --- | --- | --- | --- | --- | --- | --- | --- | --- | --- | ---- | -------- |
| 2006 | Scuderia Toro Rosso | Cosworth V10 | M          |                   | BAH | MAL | AUS | SAN | EUR | ESP | MON | GBR | CAN | USA | FRA | GER | HUN | TUR | ITA | CHN | JPN | BRA | 1    | 9. místo |
| 2006 | Scuderia Toro Rosso | Cosworth V10 | M          | Vitantonio Liuzzi | 11  | 11  | Ret | 14  | Ret | 15† | 10  | 13  | 13  | 8   | 13  | 10  | Ret | Ret | 14  | 10  | 14  | 13  | 1    | 9. místo |
| 2006 | Scuderia Toro Rosso | Cosworth V10 | M          | Scott Speed       | 13  | Ret | 9   | 15  | 11  | Ret | 13  | Ret | 10  | Ret | 10  | 12  | 11  | 13  | 13  | 14  | 18† | 11  | 1    | 9. místo |